# La cugina (film 1974)
La cugina è un film del 1974 diretto da Aldo Lado, tratto dal romanzo omonimo (1965) di Ercole Patti.

## Trama
Enzo e Agata sono due cugini che a Palermo s'abbandonano fin dalla fanciullezza e poi durante l'adolescenza, a una serie di giochetti erotici. Finiranno per diventare amanti, finché lei, per convenienza, sposa il ricco barone Ninì.

## Produzione
Il regista descrisse così la pellicola:
(Aldo Lado)